# Geprüfter IT-Entwickler
Geprüfter IT-Entwickler (englisch Certified IT Systems Manager oder Bachelor Professional of IT Systems Management (CCI)) ist eine Aufstiegsfortbildung auf Meisterebene gemäß der IT-Fortbildungsverordnung (Verordnung über die berufliche Fortbildung im Bereich der Informations- und Telekommunikationstechnik). In der Fortbildungsstruktur der Industrie- und Handelskammer gehört der Geprüfte IT-Entwickler zu den Operativen Professionals, im Deutschen Qualifikationsrahmen ist er der Niveaustufe 6 zugeordnet.

## Zulassungsvoraussetzungen
Zur Prüfung der Operativen IT Professionals ist zugelassen, wer folgendes nachweist: Eine abgeschlossene Ausbildung in einem IT/Telekommunikationstechnik-Beruf und danach mindestens 1-jährige IT-Berufspraxis, oder abgeschlossene Ausbildung in einem sonstigen Beruf und danach mindestens 2-jährige IT-Berufspraxis, oder 5-jährige IT-Berufspraxis, wenn keine abgeschlossene Berufsausbildung vorliegt.
Die vorgegebene Berufspraxis muss spätestens zur Prüfung vorhanden sein. Der erste Prüfungsteil wird ca. 1 Jahr nach Lehrgangsbeginn abgenommen. Dies bedeutet für Absolventen der IT-Ausbildungsberufe, dass die Weiterbildung direkt nach Ausbildungsabschluss begonnen werden kann, da die Berufspraxis bis zum ersten Prüfungsteil dann vorhanden ist.
Abweichend davon kann zur Prüfung auch zugelassen werden, wer durch Vorlage von Zeugnissen oder auf andere Weise glaubhaft macht, dass er/sie Qualifikationen erworben hat, die die Zulassung zur Prüfung rechtfertigen.
In der Fortbildungsverordnung wird bei den Zulassungsvoraussetzungen darauf hingewiesen, dass die Berufspraxis die Qualifikation eines zertifizierten IT-Spezialisten (ISO) beinhalten, oder eine nach Breite und Tiefe entsprechende Qualifikation nachgewiesen werden muss.
Das bedeutet, eine offizielle Zertifizierung als IT-Spezialist ist nicht erforderlich. Der Nachweis ist z. B. auch über Arbeitszeugnisse oder eine Bestätigung des Arbeitgebers möglich, aus der hervorgeht, dass eine Tätigkeit im IT-Bereich ausgeübt wird.

## Aufgabenfeld
„Der Geprüfte IT-Entwickler besitzt die Befähigung in Betrieben, die Produkte oder Dienstleistungen der Informations- und Kommunikationstechnologie herzustellen, anzubieten oder anzuwenden, technisch optimale und marktgerechte IT-Lösungen zu entwickeln und zu implementieren. Ebenfalls Ziel ist es IT-Entwicklungsprojekte zu planen, zu steuern und zu kontrollieren, sich auf neue Technologien, auf veränderte lokale und globale Marktverhältnisse, auf Methoden des Selbst- und Prozessmanagements flexibel einzustellen sowie den technisch-organisatorischen Wandel unter Berücksichtigung der gesellschaftlichen Akzeptanz zu Gestalten und Aufgaben der Mitarbeiterführung wahrzunehmen.“

## Inhalte der Ausbildung gemäß IT-Fortbildungsverordnung

### Mitarbeiterführung und Personalmanagement
Im Rahmen der Ausbildung durchläuft der Auszubildende Unterrichtseinheiten im Thema Arbeitsrecht (Betriebsverfassungsgesetz, Berufsbildungsgesetz, Tarifrecht, Arbeitsschutzbestimmungen, Arbeitszeitordnungen, Arbeits- und Ausbildungsverträge) sowie das Arbeitnehmerüberlassungsgesetz (Berücksichtigen von Rechtsbestimmungen beim Personaleinsatz von Fremdfirmen). Darüber hinaus werden Inhalte im Themenschwerpunkt Personalplanung und -auswahl (Personalbedarfsermittlung, Personalauswahlgespräche, Mitarbeiterbeurteilung, Führungsmethoden und -techniken, Motivieren von Mitarbeitern und Fördern beruflicher Entwicklung) vermittelt. Weiterhin werden Methoden zur Lösung betrieblicher Konflikte, Instrumente bei der Ermittlung des Qualifizierungsbedarf bei der Personalentwicklung sowie Methoden der Unterweisung, des Coaching vertieft. Außerdem wird die Zusammenarbeit mit zuständigen Stellen, Bildungsträgern und Berufsschulen und das Sozialversicherungs- und Schwerbehindertenrecht erlernt.

### IT-spezifische Fachaufgaben
Qualifikationsschwerpunkte innerhalb der Ausbildung zum IT-Entwickler sind Technical Engineering, Projektmanagement und betriebswirtschaftliches Handeln.
Das Thema Technical Engineering behandelt IT-Entwicklungen innerhalb eines Projektes. Der Auszubildende lernt wie Benutzeranforderungen zu analysieren, zu bewerten und in ein Grob-Gesamt-Design zu bringen sind, um diese in einem Produkt zu realisieren. Zur Grob-Konzeption gehören unter anderem die Auswahl der zu nutzenden Plattform, des Betriebssystems, der Programmiersprache und von Tools. Die detailliertere Konzeption umfasst die Entwicklung einer System- und Softwarearchitektur, in der auch die Schnittstellen zu abhängigen Systemen beschrieben werden, sowie die Erstellung der Spezifikationen für das Produkt. Neben der Fähigkeit Lösungskomponenten zu entwickeln wird ebenfalls ein Schwerpunkt auf das Thema Testen gelegt. Zu letzterem gehören das Erstellen von Migrationsplänen, Testplänen, Testszenarien und Wartungskonzepten sowie das Durchführen der Tests und letztendlich die Abnahme des Produkts. Die Dokumentation des Produkts ist ebenfalls Bestandteil des Technical Engineering.
Wie IT-Projekte zu strukturieren und zu leiten sind lernt der angehende IT-Entwickler im Themengebiet Projektmanagement. In der Ausbildung wird vermittelt, wie Projekte durchzuführen sind, um die Projektziele innerhalb des vorgegebenen Ressourcenrahmens zu erreichen. Dabei wird auf die Methoden Aufwandsschätzung, Ressourcenplanung, Kostenplanung und Risikoanalyse eingegangen. Ebenso wird das Thema Qualitätsmanagement behandelt.
Zum betriebswirtschaftlichen Handeln gehören das Planen, Beurteilen und Beeinflussen von betrieblichen Abläufen. Es wird ebenso vermittelt, wie dies kostenbewusst durchgeführt werden kann. Anwendbare Kalkulationsverfahren und Methoden der betriebswirtschaftlichen Bewertung gehören ebenfalls zum Themengebiet.

### Betriebliche Projektarbeit
Bei der abschließenden Projektarbeit kann der Prüfling aus den Themenbereichen Analysieren von Projektkenngrößen und Designen von IT-Lösungen, Implementieren und Integrieren der Lösungskomponenten, Durchführen von Tests und Abnahme der Produkte oder Lösungen und Planen, Steuern und Kontrollieren von IT-Entwicklungsprojekten wählen.

### Prüfungen gemäß IT-Fortbildungsverordnung
Die Ziele und Inhalte der Prüfungen des Geprüften IT-Entwicklers sind in § 8, § 9 und § 10 festgehalten. Dabei teilen sich die Prüfungen in schriftliche und mündliche ein.
Die schriftlichen Prüfungen bestehen aus einer Prüfung mit profilspezifische IT-Fachaufgaben (Situationsaufgaben 1 bis 3), Mitarbeiterführung und Personalmanagement (Situationsaufgaben 1 und 2) und einer schriftliche Projektdokumentation mit einem Umfang, der von der zuständigen IHK festgelegt ist (Regelfall max. 30 Seiten und max. 20 Seiten Anhang). Die schriftlichen Prüfungen sind Eingangsvoraussetzung zur Zulassung zum mündlichen Fachgespräch.
Die mündlichen Prüfungen bestehen aus der Präsentation des Projektes und zwei Fachgesprächen (eines zum Projekt, eines zur schriftlichen Prüfung zum Thema Mitarbeiterführung und Personalmanagement, ähnlich einem Rollenspiel).